# أنا قلبي دليلي (مسلسل)
أنا قلبي دليلي مسلسل غنائي يتعرض للسيرة الذاتية للمطربة المصرية «ليلى مراد». عنوان المسلسل هو عنوان إحدى أشهر أغاني ليلى مراد. العمل استند على قصة صالح مرسي، وسيناريو وحوار مجدي صابر وإخراج المخرج السوري محمد زهير رجب وإنتاج إسماعيل كتكت. وقد تم تصوير المسلسل في مدينة الإنتاج الإعلامي بالقاهرة.

## موضوع المسلسل
يبدأ المسلسل باكتشاف زكي مراد للمواهب الغنائية لابنته «ليلى» ابنة الأربعة عشر ربيعا بعد ضياع أمواله وشهرته، فيبدأ بتدريبها ويشاور المطرب محمد عبد الوهاب بإمكانية نجاحها فأشار عليه باستمرار تدريبها. واستمرت بالتدريب يساعده في ذلك الملحن داود حسني ونجحت حتى قامت بالتمثيل أمام محمد عبد الوهاب بباكورة أفلامها يحيا الحب. ينفي المسلسل تعاونها مع إسرائيل وحتى تعاطفها معها، بل ويظهر المسلسل استنادا على أبحاث كاتب القصة أنها تقوم بتأييد القضايا الوطنية المصرية وذلك حتى إعلان إسلامها بسبب حبها لسماع الأذان.

## الأدوار الرئيسية
- الممثلة السورية صفاء سلطان بدور ليلى مراد
- أحمد فلوكس بدور أنور وجدي

| - عزت أبو عوف بدور زكي مراد والد ليلى - رامز أمير: منير مراد أخو ليلى - هالة فاخر: مريم خالة ليلي - نهاد نور: منير وهو صغير - تهانى راشد: أم أنور وجدي - أميرة هاني: سميحة زكى مراد - أية رمضان: ليلى مراد في الصغر - مريم رمضان: عزيزة مراد | - صبري عبد المنعم: داود حسني - أحمد راتب بدور نجيب الريحاني - أيمن عزب: المخرج أحمد سالم - محمد يونس: محمد عبد الوهاب - أمل رزق: راقية إبراهيم - عمرو محمود ياسين: حسن الصيفي - ريم صابوني: ليلى فوزي - سيد ممدوح: جورج المنتج السوري - فرح إسماعيل:أم كلثوم | - عمر حسن يوسف: علي رضا - وليد الزرقاني: الأمير الشاب - منال سلامة: روز اليوسف - ماهر ماهر: إحسان عبد القدوس - عبد الرحمن أبو زهرة: يوسف بك اليهودي - دنيا عبد العزيز: سارة بنت يوسف بك - أمير كرارة: سلفادور زوج سارة - عبد العزيز مخيون: ليفى - هشام عبد الله | - محمود عبد الغفار - نبيل الهجرسي - صلاح رشوان - عمرو القاضي: بندارى - بهاء ثروت: محمد عمر - هند عاكف: جميلة - رباب طارق: ملك - ألفت عمر: نوال - أسامة أسعد: عصمت الحب الأول لليلى مراد - محمد رمزي: إبراهيم - ايمان عبد الغنى: غناء |

### الأطفال
رؤية خالد الأمير- سما إسماعيل- علي السرساوي- عمر الشريف- كريم الوكيل- منى خالد الأمير- ندى منتصر- نور الدين يحيى- هاجر عصام

### بالأضافة إلي
احسان التركي - أحمد إبراهيم - احمد الشناوى - احمد عثمان - أحمد هيكل - آسر على حسن - اسرار الجمال - ألفت سكر - بهجت عدلي - جمال صالح - جميلة عزيز - حسين محمود - حكيم المصرى - حمدى ندا - حنان العربي - رضا ربيع - ريم على - سمير رامي - سونيا صقر - سيد درويش - شريف عواد - طارق الصباح - طلعت الشريف - عبد الحميد سند - عبد الرحيم حسن - عبد السلام خلف - انتصار خليفة - عبير فاروق - عفاف رشاد - عمرو عبد العظيم - غادة فلفل - فاتن شعبان - فهمي الخولي - ماجد عبد العظيم - مايسة الرباط - مجدي عبد الباري - محمد البياع - محمد الحناوي - محمد أمين - محمد رضوان - محمد صلاح - محمد عبد الجواد - محمد يوسف - محمود إمام - مجدي الباسوسي - منار السعدي - مها البحيري - مي عبد الواحد - هايدي سليم - هبة صادق - هند عرفة - ولاء مصطفى - ياسر سالم